# Franchi LF 57

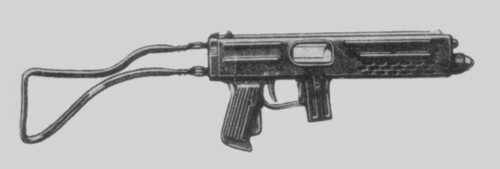
Un LF57 sans chargeur

Le Pistolet mitrailleur italien  Franchi LF57 a été conçu en 1956 et produit de 1957 à 1980. En 1962 est dérivée la carabine semi-automatique Franchi LF 62 à canon long (40 cm) destinée aux marché des armes de police.

## Présentation
C'est une arme rustique (entièrement en acier embouti) mais simple et efficace. Elle ressemble aux Walther MPL/MPK :
- Mécanisme : tir en rafales/culasse non calée
- Sécurités : manuelle (bouton poussoir transversal) et palmaire (pédale montée sur le devant de la poignée)
- Visée : hausse et guidon fixes réglés pour 50 m.

## Diffusion
Environ 30000 PM  sont sortis entre 1957 et 1980  de l'usine de Luigi Franchi Spa. Concurrent malheureux du Beretta M12, le LF57 a été adopté par  la Marine italienne  en 1962, armant les nageurs de combat du COMSUBIN, avant d'être remplacé par HK MP 5 au cours des années 1980.  Les artilleurs italiens de la 3e Brigade reçurent également un lot de ce PM rustique qui fut réglementaire également au Nigéria et  au Portugal. Enfin des guérillas africaines se procurèrent des LF-57 au marché noir ou en les prenant sur les soldats réguliers qu'elles affrontaient.

## Les guerres du LF57
Les PM Franchi en service dans l'armée portugaise ont connu le feu en Angola, en Guinée-Bissau au Mozambique, durant les guerres coloniales  et  dans les  rues de Lisbonne lors de la Révolution des Œillets. Ces PM équipent ainsi toujours l'Armée mozambicaine qui les utilisa  durant la guerre civile. Les militaires portugais fournirent aux  Forces de sécurité de la République de Rhodésie du Sud engagées dans la guerre de la Brousse des LF 57 qui furent réutilisés par la nouvelle Armée zimbabwéenne.  
L'armée nigériane a utilisé ses LF 57, aux côtés de Beretta M12, lors de la guerre du Biafra. De même les rebelles biafrais ont pu retourner ces armes contre les soldats nigérians.  
A travers le trafic d'armes, la mitraillette italienne  a été adopté par les gendarmes katangais durant  la sécession de cette province congolaise.  Certains mercenaires français en débandade après la fin de la Crise congolaise  se refugièrent  en République populaire du Congo voisiner et leurs PM Franchi  furent saisis par les militaires congolais et inclus dans leur arsenal.  Du  29 octobre au 5 novembre 1967 les  cent vingt-trois mercenaires et de six cents gendarmes katangais, restés fidèles au colonel belge Jean Schramme, retranchés dans la région de Bukavu (Sud Kivu)  affrontant l'Armée nationale congolaise, vingt fois supérieure en nombre, commandée par le général Léopold Massiala l'employèrent de nouveau. Enfin, les rebelles du Front national de libération du Congo  en furent équipés lors de la deuxième guerre du Shaba ; le 2e REP en ayant ainsi récupéré beaucoup lors de l'opération Bonite (Kolwezi, 1978).

## Le LF-57 à l'écran
Moins diffusé et moins connu du grand public que le Beretta M12, le LF 57 arment les narcotrafiquants dans le film policier Un homme à part, les terroristes padaniens dans le JapanimeGunslinger Girl : Il Teatrino ou les rebelles katangais dans le film de guerre Jadotville.
D'aspect futuriste, le LF 57 (ou plutôt des LF-62 modifiées) apparait dans plusieurs films de science-fiction hollywoodiens. Ainsi :
- Ghosts of Mars dans lequel James 'Desolation' Williams (Ice Cube) et la  Lt. Melanie Ballard (Natasha Henstridge) brandissent un PM nickelé et dépourvu de sa crosse.
- Certains gangsters jamaïcains sont équipés de ce PM dans Predator 2
- Dans une scène de flashback de Soldier, le Sgt. Todd (Kurt Russell) tire avec une paire de  Franchi LF-57 identiques à ceux vus dans Ghosts of Mars.
- Le personnage de Thumbelina (joué par Debbie Lee) dans la première version de Total Recall choisit de s'armer d'un LF-57

## Fiche Technique LF 57
- Munition : 	9mm Parabellum
- Masse  du PM chargé : 3,82 kg
- Longueur avec la crosse repliée/en position de tir épaulé : 	420 / 680 mm
- Canon de : 	200 mm
- Cadence de tir : 450 coups par minute
- Chargeur de : 	30 cartouches (parfois 20 ou 40 cartouches)
- Portée pratique : 50-100 m